# Oberea shirahatai
Oberea shirahatai är en skalbaggsart som beskrevs av Nobuo Ohbayashi 1956. Oberea shirahatai ingår i släktet Oberea och familjen långhorningar. Inga underarter finns listade i Catalogue of Life.